# Placówka Straży Celnej „Kik”

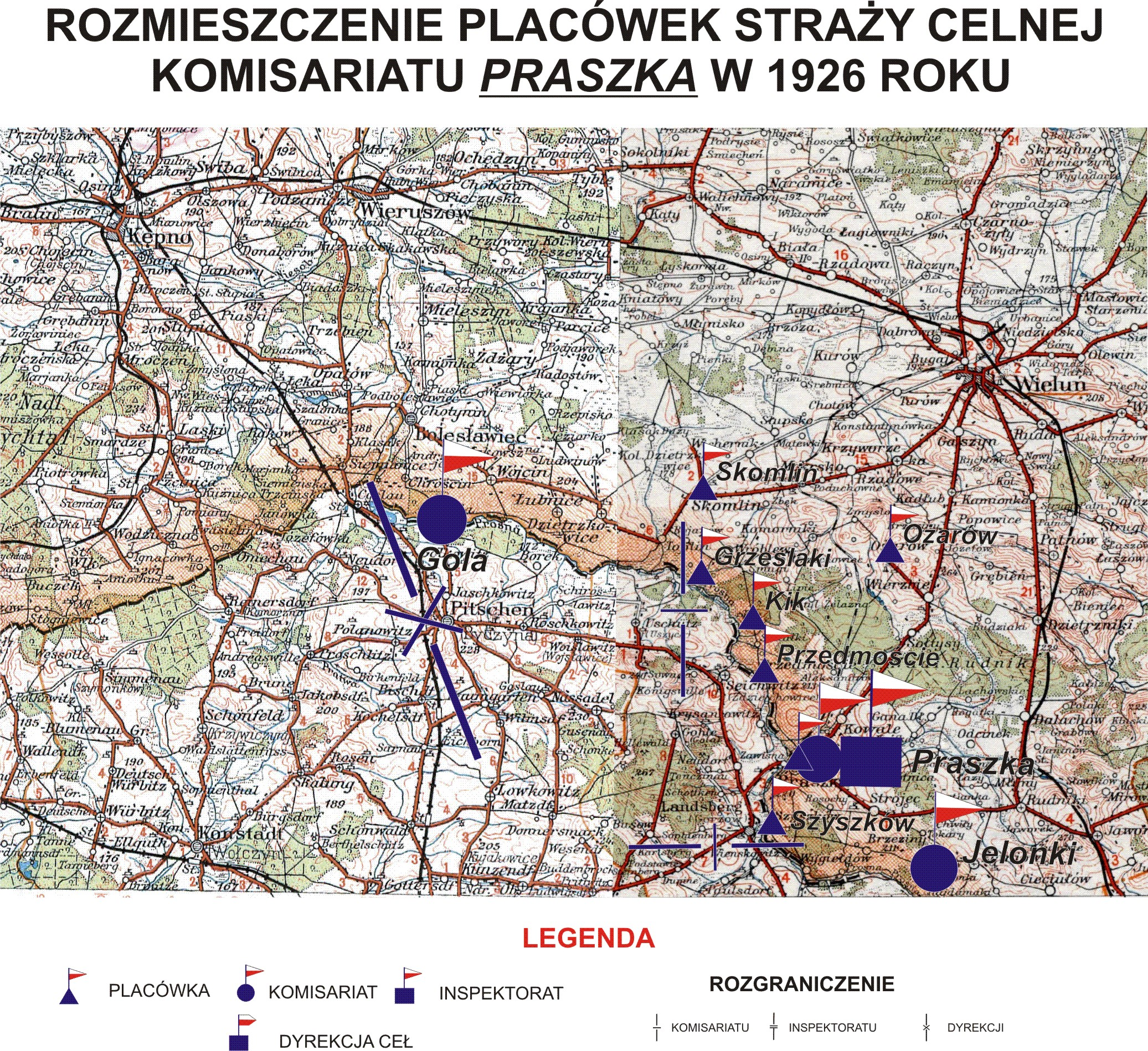
Rozmieszczenie placówek SC komisariatu „Praszka” w 1926 r.

Placówka Straży Celnej „Kik” – jednostka organizacyjna Straży Celnej pełniąca w okresie międzywojennym służbę ochronną na granicy polsko-niemieckiej.

## Formowanie i zmiany organizacyjne
Na wniosek Ministerstwa Skarbu, uchwałą z 10 marca 1920 roku, powołano do życia Straż Celną. Od połowy 1921 roku jednostki Straży Celnej rozpoczęły przejmowanie odcinków granicy od pododdziałów Batalionów Celnych. W 1921 roku w Praszce stacjonował sztab 2 kompanii 5 batalionu celnego. 2 kompania celna jedną ze swoich placówek wystawiła w Kiku. Proces tworzenia Straży Celnej trwał do końca 1922 roku. Placówka Straży Celnej „Kik” weszła w podporządkowanie komisariatu Straży Celnej „Praszka” z Inspektoratu SC „Praszka”.
W drugiej połowie 1927 roku przystąpiono do gruntownej reorganizacji Straży Celnej. W praktyce skutkowało to rozwiązaniem tej formacji granicznej. Ochronę północnej, zachodniej i południowej granicy państwa przejęła powołana z dniem 2 kwietnia 1928 roku Straż Graniczna.
Rozkazem nr 3 z 25 kwietnia 1928 roku w sprawie organizacji Wielkopolskiego Inspektoratu Okręgowego dowódca Straży Granicznej gen. bryg. Stefan Pasławski powołał komisariat Straży Granicznej „Praszka”. Placówka Straży Granicznej I linii „Kik” znalazła się w jego strukturze.

## Funkcjonariusze placówki
Kierownicy placówki
| stopień          | imię i nazwisko, numer  | okres pełnienia służby | kolejne stanowisko |
| ---------------- | ----------------------- | ---------------------- | ------------------ |
| starszy strażnik | Stanisław Hańczak (782) | był w 1926             |                    |

Obsada personalna placówki w 1926:
- starszy strażnik Stanisław Hańczak (782)
- strażnik Franciszek Płudowski (709)
- strażnik Julian Maniowski (880)
- strażnik Wacław Skarzyński (858)